# Réseau de bus Cars Sœur
Cars Sœur exploitait un réseau de bus organisé par Île-de-France Mobilités, desservant une partie de la communauté d'agglomération Grand Paris Sud. Celui-ci est composé de six lignes régulières dont quatre à vocation scolaire. De plus, la société assure également des transports de tourisme, scolaire et périscolaire.

## Histoire
Ouvert par Monsieur SOEUR, le réseau du même nom, ouvert courant 1968, était l'un des tout premiers à utiliser le site propre (à l'époque appelée voie TU pour Transports Urbains), pour ses voyages en cars. La ligne 70-02, pour réseau "070" (identification APTR/STIF pour la billettique) et ligne 2, desservait par deux tronçons par exemple, un qui faisait l'aller-retour "EVRY - Gare Centrale" jusqu'a "Rue des Bordes" en heure de pointes à Étiolles, et en heures creuses jusqu'à "Les Prés Hauts" (Saint Germain lès Corbeil).
Le réseau Voyages Soeur était un réseau totalement indépendant du fonctionnement STIF. Les lignes avaient la particularité d'appartenir personnellement au fondateur, Monsieur SOEUR. Cars Soeur ne bénéficiait donc, pendant très longtemps, d'aucune subvention ou aide du STIF, le fonctionnement et les investissement se faisaient principalement grâce aux revenus qu'avaient générés les courses, locations, lignes, et les reviens des validations. Ce n'est qu'après, que petit à petit le STIF (nouvellement Ile-de-France Mobilités) commençait à subventionner quelques actions et investissements à droite, à gauche.
Cars Soeur avait la particularité de ne posséder quasi que des véhicules d'occasions. Ce n'est que pour les SETRA S315 NF, comme le 975 (BD-975-TS) que les véhicules avaient été commandés neufs chez Evobus, dont l'équipe administrative de l'époque on pu aller voir la fabrication d'une série de bus conçus et entièrement personnalisés par leur soins.
À la suite de la mise en place du SA 2019 sur le RER D, le 10 décembre 2018 la ligne 7002 voit une restructuration de l'offre, :
- La ligne voit un nouveau terminus nommé « Le Golf » à proximité de l'arrêt « Pointe Ringale » du Tzen 1.
- Toutes les courses auront désormais pour terminus la gare d'Évry-Courcouronnes et Le Golf, laissant la desserte scolaire pour le collège de Soisy-sur-Seine à des bus circulaires au départ de la gare d'Évry-Val-de-Seine.
- La fréquence est améliorée avec un bus toutes les trente minutes aux heures de pointe et un bus toutes les heures aux heures creuses et le samedi.

Le 31 août 2020, la ligne 7001 gagne un itinéraire simplifié notamment à Saint-Germain-lès-Corbeil et un prolongement jusqu'à Tigery - Le Clos, la branche entre la gare de Corbeil-Essonnes et la gare d'Évry-Courcouronnes est abandonnée, déjà assurée par les lignes 401 et 7001 Scolaire, la dernière profite également d'un nouveau service le matin depuis Tigery en direction des collèges et lycées d'Évry.
Les lignes 7001, 7001Sco, 7002, 7005 et 7006 sont transférées au réseau de bus Évry Centre Essonne le 1er janvier 2024 dans le cadre de l'ouverture à la concurrence des transports en commun en Île-de-France,. 
Seul la ligne 7004 n'est pas impactée par ces changements. Elle disparaîtra discrètement.
le 6 janvier 2025, IDFM procède à la restructuration complète du réseau Evry-Centre-Essonne (exploité par Keolis TISSE), en procédant à une re-numérotation des lignes. Les lignes sont désormais à 4 chiffres et ont une signification. Exemple, la ligne 70-01 devient 4231, 42 = Secteur (4 (Essonne)) + Sous-secteur (2 (Evry-Centre-Essonne)) + classement de la ligne = 31ème ligne la plus fréquentée du sous secteur Evry-C-E sur le secteur de l'Essonne. Attention, des variations peuvent avoir lieu comme pour les lignes en 427*, ou le 7 signifie "Service Scolaire", ceci s'est étendu jusqu'à la 4280 (DM7S) étant donné qu'il y à 11 lignes à vocation scolaires pour un départage entre 4270 et 4279.
| Ancien N° | Tronçon principal                                                | Nouveau N° | Nouvel itinéraire (si lieu) |
| --------- | ---------------------------------------------------------------- | ---------- | --------------------------- |
| 70-01     | CORBEIL-ESS. - Gare H. Barbusse <> TIGERY - Le Clos              | 4231       | —                           |
| 70-01Sco  | SAINTRY-S-SEINE Réservoirs <> EVRY-C. - Lycée G. Brassens        | 4271       | —                           |
| 70-02     | ST-GERM.-L-C - Le Golf <> EVRY-C. - Gare Evry-C-Centre.          | 4232       | —                           |
| 70-02Sco  | ST-GERM.-L-C - Le Golf <> EVRY-C. - Gare Evry Val de Seine.      | 4272       | —                           |
| 70-05     | CORBEIL-ESS. - Quai Riquiez <> TIGERY - Collège La Tuilerie      | 4275       | —                           |
| 70-06     | ST-GERM.-L-C - Trou Grillon <> CORBEIL-ESS. - Lycée R. Doisneau. | 4276       | —                           |

## Exploitation

### Entreprise exploitante
Le réseau était exploité par l'entreprise Cars Sœur.
Au 1er janvier 2024, à la suite de l'ouverture à la concurrence des transports en commun en Île-de-France, presque tous les bus affectés au bus 7001 7001Sco, 7002, 7004, 7005 et 7006 du réseau Cars Sœurs sont transférés au dépôt de Corbeil-Essonnes de TISSE. Malgré tout, l'entreprise conserve son dépôt, ses autres services scolaires, de tourisme et divers.
Lors du rachat par le groupe Cars Nedroma, Cars Soeur conserve son identité pour des raisons marketing, étant donc une entité dite commerciale. Elle est déclarée, au registre des entreprise, comme un établissement secondaire du groupe, tous dans le même numéro de SIREN.

### Dépôt
Les véhicules ont leur centre-bus à Saint-Germain-lès-Corbeil, situé au no 33 avenue de la Pointe Ringale. Le dépôt a également pour mission d'assurer l'entretien préventif et curatif du matériel. L'entretien curatif ou correctif a lieu quand une panne ou un dysfonctionnement est signalé par un machiniste.

## Parc de véhicules

### Bus standards
| Constructeur  | Modèle           | Nombre d'unités | Numéros de coquille | Période de mise en service | Ligne(s) affectée(s) | Remarque(s)                               |
| ------------- | ---------------- | --------------- | ------------------- | -------------------------- | -------------------- | ----------------------------------------- |
| Setra         | S 315 NF         | 4               | /                   | /                          | —                    | Désormais chez Keolis TISSE pour la DSP23 |
| Setra         | S 415 NF         | 4               | /                   | /                          | —                    | Désormais chez Keolis TISSE pour la DSP23 |
| Mercedes-Benz | Citaro C2        | 5               | /                   | 2015 à 12/2018             | —                    | Désormais chez Keolis TISSE pour la DSP23 |
| Mercedes-Benz | Citaro C2 Hybrid | 3               | /                   | 11/2018 à 12/2019          | —                    | Désormais chez Keolis TISSE pour la DSP23 |

| Constructeur  | Modèle | Nombre d'unités | Numéros de coquille | Période de mise en service | Ligne(s) affectée(s) | Remarque(s)                                      |
| ------------- | ------ | --------------- | ------------------- | -------------------------- | -------------------- | ------------------------------------------------ |
| Mercedes-Benz | Citaro | 1               | 920                 | 07/2001                    | —                    | Préservé par l'Association RétroBus Essonne (91) |

### Bus articulés
| Constructeur  | Modèle            | Nombre d'unités | Numéros de coquille | Période de mise en service | Ligne(s) affectée(s) | Remarque(s)                                                                   |
| ------------- | ----------------- | --------------- | ------------------- | -------------------------- | -------------------- | ----------------------------------------------------------------------------- |
| Mercedes-Benz | Citaro G Facelift | 1               | /                   | /                          | —                    | Désormais chez Keolis TISSE pour la DSP23, réformé après son renfort J.O 2024 |

### Autocars
| Constructeur  | Modèle             | Nombre d'unités | Numéros de coquille | Période de mise en service       | Ligne(s) affectée(s)   | Remarque(s) |
| ------------- | ------------------ | --------------- | ------------------- | -------------------------------- | ---------------------- | ----------- |
| Iveco Bus     | Crossway Pop       | 4               | /                   | 08/2011 à 05/2019                | Scolaire 91            | —           |
| Iveco Bus     | Evadys             | 5               | /                   | 03/2023, puis 01/2024 et 01/2025 | Tourisme & Scolaire 91 | —           |
| MAN           | Lion's Coach L R08 | 1               | /                   | 04/2018                          | Tourisme & Scolaire 91 | —           |
| Mercedes-Benz | Intouro II ME      | 1               | /                   | 2015 à 12/2018                   | Scolaire 91            | —           |
| Temsa         | LD 12 SB           | 1               | /                   | 08/2016                          | Tourisme & Scolaire 91 | —           |
| Temsa         | Tourmalin Light    | 1               | /                   | 08/2011                          | Tourisme & Scolaire 91 | —           |

## Galerie de photographies

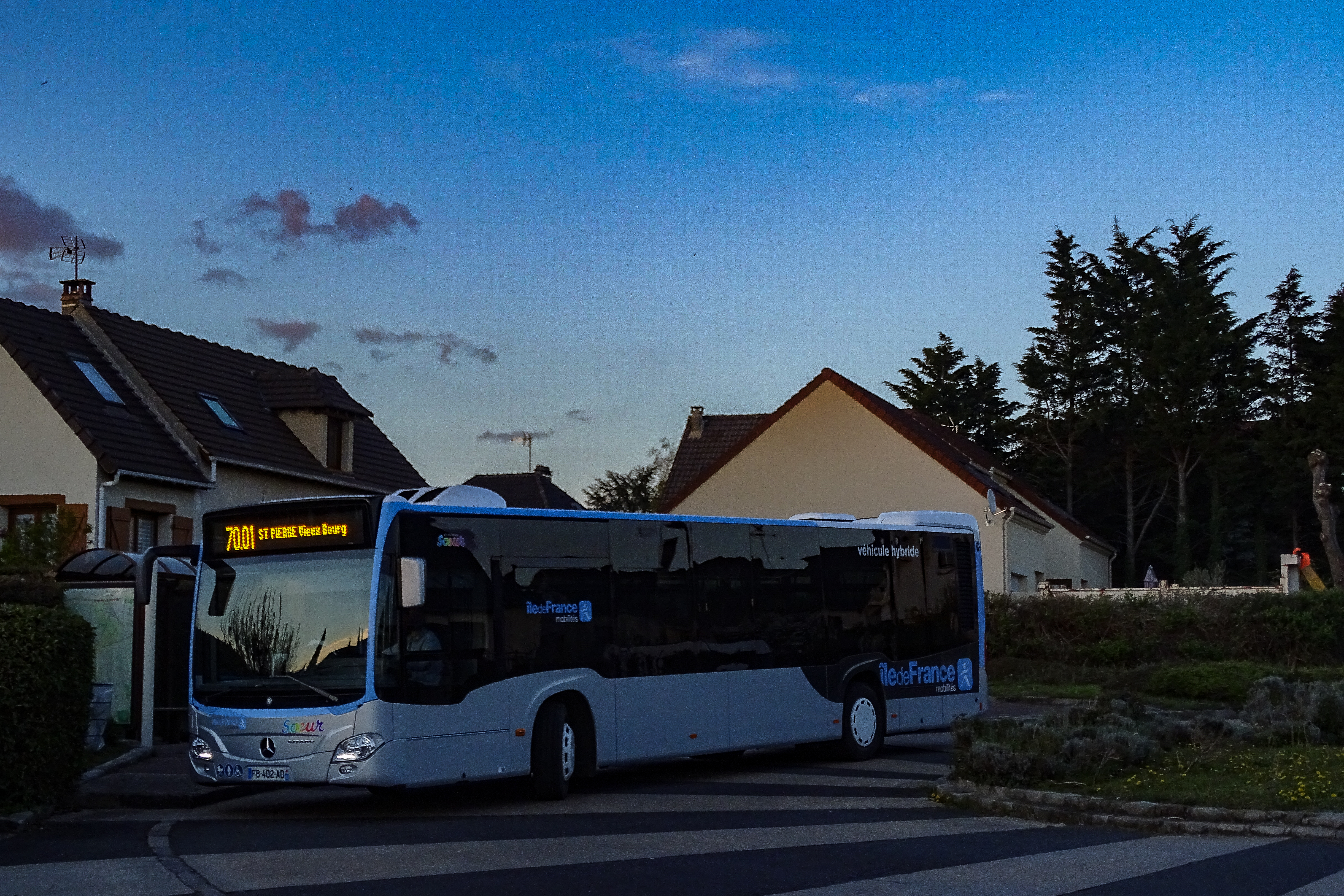
Citaro Hybrid sur la ligne 7001.
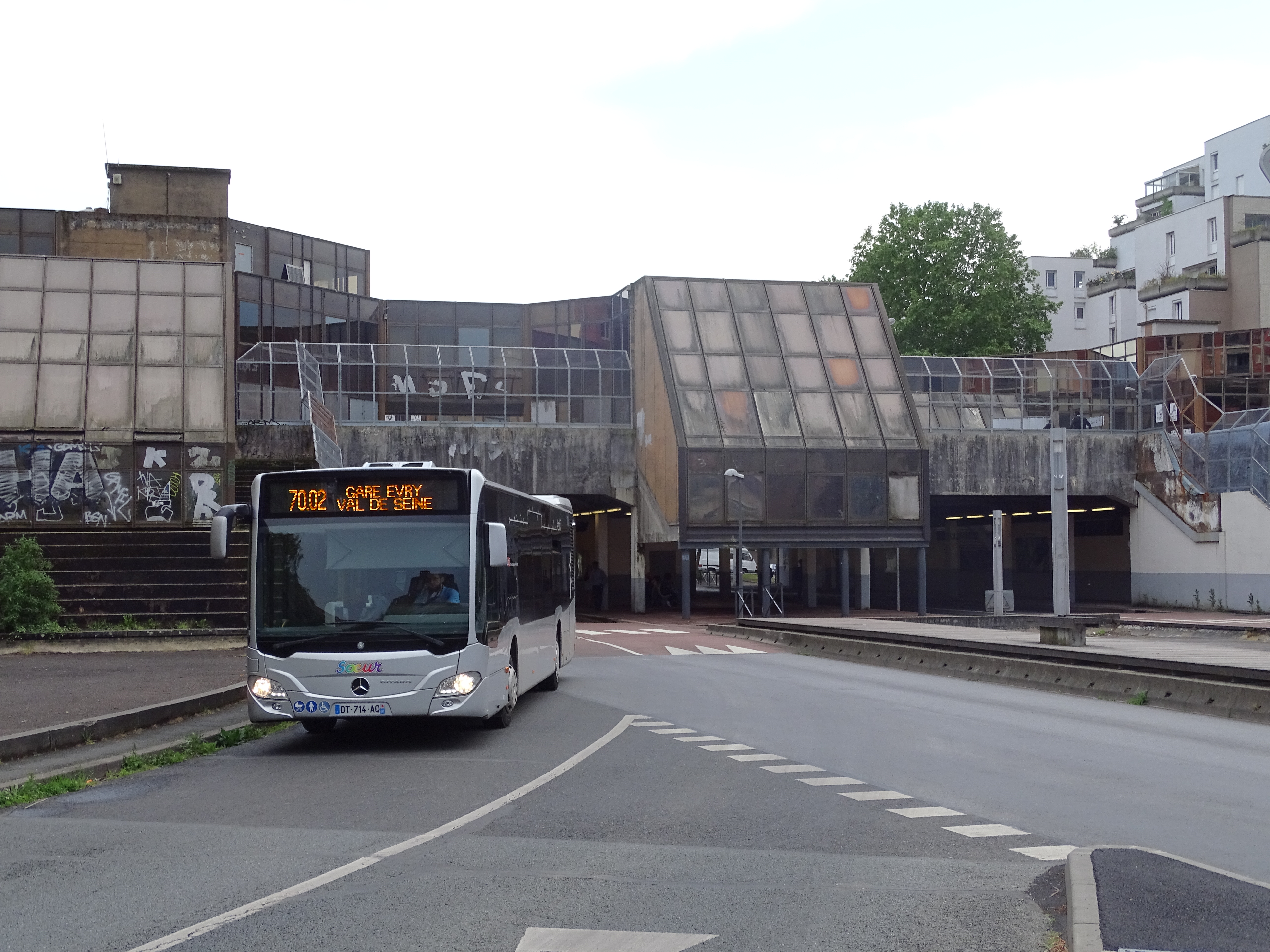
Citaro C2 sur la ligne 7002 à Évry.
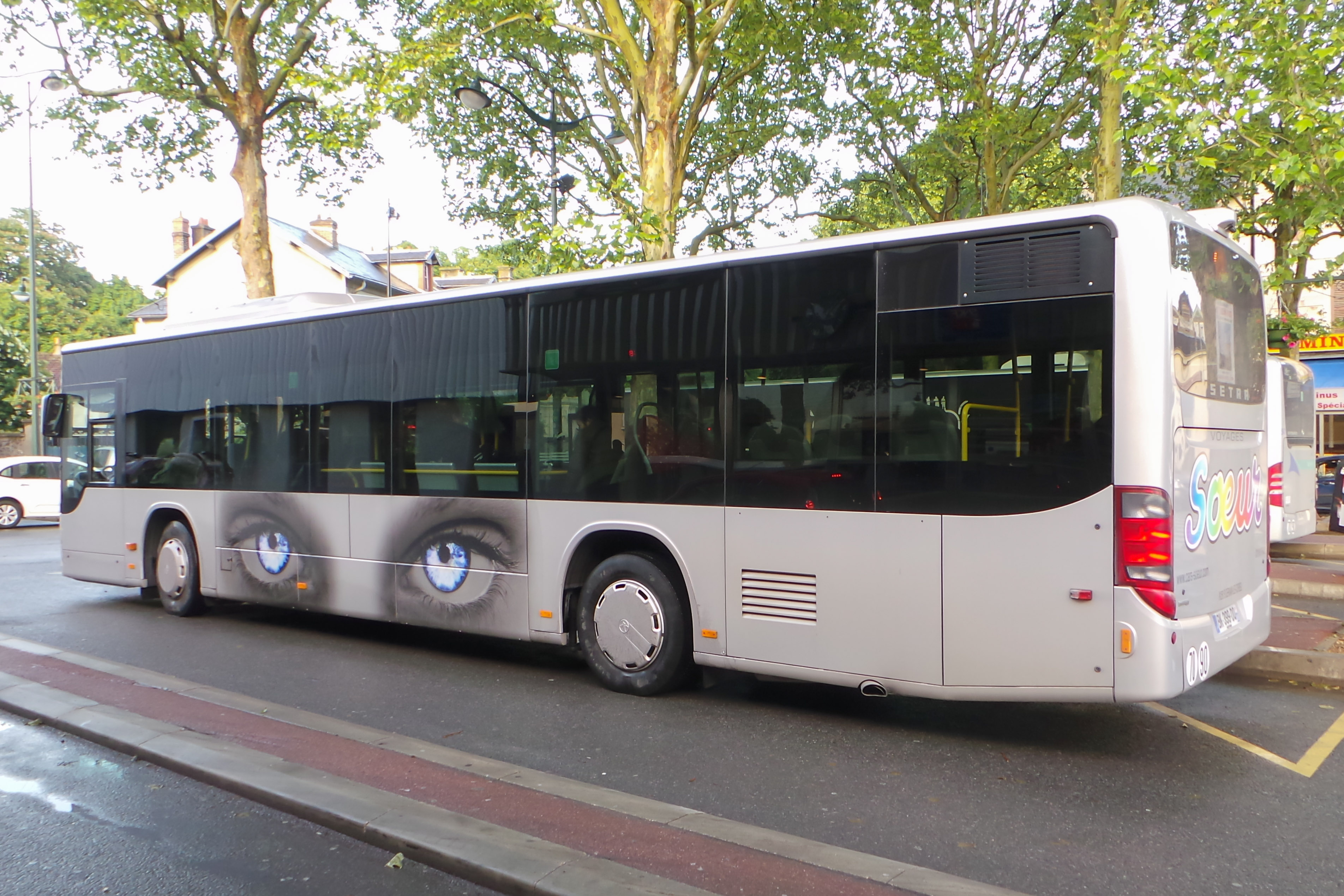
Setra S 415 NF sur la ligne 7001.